# Ludwig Landen
Ludwig „Lutz“ Landen (* 6. November 1908 in Köln; † 14. Oktober 1985 ebenda) war ein deutscher Kanute, der 1936 eine olympische Goldmedaille gewann.
Ludwig Landen siegte 1936 bei den Kanu-Europameisterschaften im Vierer-Kajak über 1000 Meter. Zusammen mit Paul Wevers gewann er bei den Deutschen Meisterschaften den Titel im Zweier-Kajak über 10.000 Meter. Über diese Strecke siegten die beiden auch bei den Olympischen Spielen 1936 in Berlin, wo sie mit 20 Sekunden Vorsprung vor den beiden Österreichern Viktor Kalisch und Karl Steinhuber ins Ziel kamen.
Ludwig Landen, genannt „Lutz“, startete für den VKC Verein für Kanusport Cöln. Er konnte zeit seines Lebens nicht schwimmen.